# Kunešov
Kunešov (niem. Kuneschhau) – wieś (obec) w powiecie Żar nad Hronem. Jest jedną ze wsi na Słowacji, gdzie do dziś mieszka mniejszość niemiecka (18% według spisu z 2001).
Dokument o założeniu wsi z 1321 mówi o udzieleniu dziedzicznego lenna Wernerowi de Potska przez kremnickiego hrabiego, magistra Leopolda, przy czym nazywa wieś villa sancti Michaelis. W roku 1429 Kunešov razem z wieloma wsiami został sprzedany miastu Kremnica.
Dom dziedzica jest do dziś nazywany beim Kretsch (przy Kretschu).
Podczas II wojny światowej powstała we wsi grupa niemieckich antyfaszystów. Później podczas SNP także partyzancki oddział pod wodzą Gejzy Lacko. Niemieckie wojska 2 kwietnia 1945 za pomoc partyzantom spaliły wieś, spłonęło 198 domów i zabudowań gospodarczych. Ogólnie podczas wojny zginęło 72 obywateli wsi. Niektórzy niemieccy obywatele wsi dzięki swoim zasługom w walce przeciw nazizmowi uniknęli deportacji, która na mocy dekretów Beneša dosięgnęła większość pozostałej niemieckiej ludności Czechosłowacji. Większość mieszkańców była jednak deportowana ze wsi.